# Булум (Бурятия)
Булу́м (бур. Булан) — улус в Хоринском районе Бурятии. Входит в сельское поселение «Краснопартизанское».

## География
Расположен на правом берегу реки Уда, в 28 км к северо-востоку от районного центра, села Хоринск, и в 7,5 км от центра сельского поселения, села Ониноборск, по юго-восточной стороне региональной автодороги Р436 (Читинский тракт).

## Население
| 2002 | 2010 |
| ---- | ---- |
| 325  | ↗352 |

## Инфраструктура
Средняя общеобразовательная школа, детский сад, сельский Дом культуры, библиотека, фельдшерско-акушерский пункт.